# Mandya (Rural), Mandya
Mandya (Rural) là một làng thuộc tehsil Mandya, huyện Mandya, bang Karnataka, Ấn Độ.